# سفارة بلغاريا في فنلندا
سفارة بلغاريا في فنلندا هي أرفع تمثيل دبلوماسي لدولة بلغاريا لدى فنلندا. تقع السفارة في هلسنكي وهي تهدف لتعزيز المصالح البلغارية في فنلندا.

## وصلات خارجية
- قائمة سفارات بلغاريا
- قائمة السفارات في فنلندا